# La Beceta
Labessette és un municipi francès situat al departament del Puèi Domat i a la regió d'Alvèrnia-Roine-Alps. L'any 2007 tenia 76 habitants.

## Demografia

### Població
El 2007 la població de fet de Labessette era de 76 persones. Hi havia 40 famílies de les quals 20 eren unipersonals (12 homes vivint sols i 8 dones vivint soles), 12 parelles sense fills, 4 parelles amb fills i 4 famílies monoparentals amb fills.
La població ha evolucionat segons el següent gràfic:
Habitants censats

### Habitatges
El 2007 hi havia 99 habitatges, 41 eren l'habitatge principal de la família, 51 eren segones residències i 7 estaven desocupats. 95 eren cases i 3 eren apartaments. Dels 41 habitatges principals, 38 estaven ocupats pels seus propietaris, 1 estava llogat i ocupat pels llogaters i 2 estaven cedits a títol gratuït; 1 tenia una cambra, 6 en tenien dues, 5 en tenien tres, 13 en tenien quatre i 15 en tenien cinc o més. 32 habitatges disposaven pel capbaix d'una plaça de pàrquing. A 20 habitatges hi havia un automòbil i a 11 n'hi havia dos o més.

### Piràmide de població
La piràmide de població per edats i sexe el 2009 era:
| Homes | Edats   | Dones |
| ----- | ------- | ----- |
| 0     | 95 o +  | 0     |
| 0     | 90 a 94 | 0     |
| 4     | 85 a 89 | 0     |
| 0     | 80 a 84 | 4     |
| 4     | 75 a 79 | 8     |
| 8     | 70 a 74 | 4     |
| 4     | 65 a 69 | 4     |
| 4     | 60 a 64 | 0     |
| 4     | 55 a 59 | 0     |
| 12    | 50 a 54 | 8     |
| 0     | 45 a 49 | 0     |
| 0     | 40 a 44 | 0     |
| 0     | 35 a 39 | 0     |
| 0     | 30 a 34 | 0     |
| 8     | 25 a 29 | 0     |
| 0     | 20 a 24 | 0     |
| 0     | 15 a 19 | 0     |
| 0     | 10 a 14 | 0     |
| 0     | 5 a 9   | 0     |
| 0     | 0 a 4   | 0     |

## Economia
El 2007 la població en edat de treballar era de 38 persones, 27 eren actives i 11 eren inactives. De les 27 persones actives 26 estaven ocupades (14 homes i 12 dones) i 1 aturada (1 dona i 1 dona). De les 11 persones inactives 6 estaven jubilades, 3 estaven estudiant i 2 estaven classificades com a «altres inactius».
Activitats econòmiques
Dels 2 establiments que hi havia el 2007, 1 era d'una empresa de comerç i reparació d'automòbils i 1 d'una empresa d'hostatgeria i restauració.
L'any 2000 a Labessette hi havia 7 explotacions agrícoles.

## Poblacions més properes
El següent diagrama mostra les poblacions més properes.